# Cathy Boswell
Pour les articles homonymes, voir Boswell.
Catherine La Ora « Cathy » Boswell, née le 10 novembre 1962 à Joliet, dans l'Illinois, est une ancienne joueuse américaine de basket-ball. Elle évoluait au poste d'ailière.

## Palmarès
- Championne olympique 1984